# Loup (musique)
Pour les articles homonymes, voir Loup (homonymie).
 (septembre 2019).
Si vous disposez d'ouvrages ou d'articles de référence ou si vous connaissez des sites web de qualité traitant du thème abordé ici, merci de compléter l'article en donnant les références utiles à sa vérifiabilité et en les liant à la section « Notes et références ».

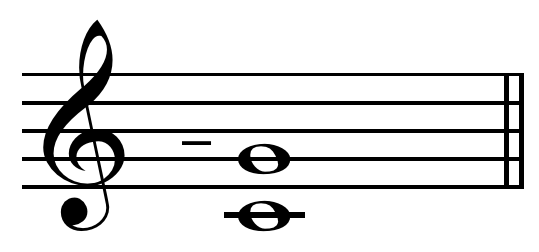
La quinte du loup (ou couramment « loup ») en do.

En musique, le loup est une perturbation d'un ordre établi. Plusieurs cas peuvent être répertoriés.

## La quinte du loup

Cycle des quintes et comma pythagoricien

Traditionnellement, la quinte du loup est l'intervalle formé par les notes la{\displaystyle \flat } - mi{\displaystyle \flat } dans les instruments à clavier construits à la Renaissance et pendant la période baroque (orgue et clavecin).[réf. nécessaire]
Elle est le résultat de l'accord successif des 11 autres quintes dans la construction d'un tempérament. Les tempéraments contenant une quinte du loup sont donc ceux dont le « cycle des quintes » ne serait pas fermé sans elle ; essentiellement le tempérament mésotonique et l'accord pythagoricien. La plupart des autres tempéraments inégaux ont un cycle fermé permettant donc toutes les modulations (mais avec des changements de couleur), et peuvent ne pas avoir de quinte du loup en répartissant les commas sur plusieurs intervalles.

### La quinte du loup dans la gamme pythagoricienne
La gamme pythagoricienne est un accord dont les notes sont construites à l'aide de quintes pures à partir d'une note de référence, en ramenant à l'octave de base quand la note obtenue est en dehors de celle-ci.
Ainsi, en partant d'un do comme note de référence, on obtient les notes suivantes de quinte en quinte : sol, ré, la, mi, si, fa♯, do♯, sol♯, ré♯, la♯, mi♯, fa, puis à nouveau do. Si notre do initial a pour fréquence {\displaystyle x}, ce second do éloigné de 12 quintes justes du premier aura une fréquence de {\displaystyle {\frac {3^{12}}{2^{12}}}x}. Quand on le réduit à l'octave de base, il a une fréquence de {\displaystyle {\frac {3^{12}}{2^{18}}}x\approx 2{,}02728653x}. On voit que cette valeur ne correspond pas à une octave juste, de rapport double. La fréquence de la note à l'octave définie comme étant {\displaystyle 2x} est alors inférieure à sa valeur exacte définie par les quintes : c'est ce qu'on appelle le comma pythagoricien. En conséquence, dans le cas où la note de base est un do, la quinte fa-do n'est pas une quinte juste, puisque le rapport entre les deux notes est de {\displaystyle {2}/{\frac {3^{11}}{2^{17}}}\approx 1,479810553} au lieu d'être de trois demis.
C'est cette quinte que l'on appelle quinte du loup. De façon générale, dans une gamme pythagoricienne, la quinte du loup est la quinte descendante à partir de la note de base.

### Dans la musique occidentale
La quinte du loup est une « quinte juste » au sens harmonique, mais fausse au sens acoustique. Elle sonne pour une oreille occidentale de façon désagréable. C'est pour cette raison que cette quinte n'est jamais utilisée dans l'exécution musicale, ce qui limite fortement le champ des modulations.
On peut raisonnablement penser que son appellation vient des battements très rapides qui l'accompagnent, et qui peuvent rappeler le hurlement du loup. On peut en effet constater qu'un intervalle s'écartant considérablement de la justesse acoustique hurle.
Il convient de noter l'existence relativement courante, mais pendant une époque d'un demi-siècle seulement, d'instruments à clavier munis de doubles-feintes, qui échappaient ainsi à cette fameuse quinte du loup en faisant croiser les deux branches du cycle au lieu de les refermer par l'enharmonie. Le « cycle des quintes » devenant ainsi une spirale ouverte, à plus de 12 sons, le do# étant différencié du ré{\displaystyle \flat }, le sol# du la{\displaystyle \flat }, etc. ce qui permettait d'étendre d'autant le champ des modulations, pas toutefois sans limite, à cause de la dérive du diapason qui résulte de ce genre d'expérience.

## La corde qui «a un loup»
Le loup, ce peut être une vibration ou battement parasite sur un corps sonore, telle qu'une corde défectueuse (fausse corde) ; cet effet est dû à une irrégularité physique de la corde, qui ne répond plus aux lois simples, et entre simultanément dans des régimes vibratoires différents.